# CCS (företag)
CCS Healthcare hette förut Clean Chemical Sweden (CCS) och är ett hudvårdsföretag med huvudkontor och fabrik i Borlänge med försäljning i Sverige, Nederländerna, Norge och Storbritannien. Bolaget startades 1979 och har sedan dess utvecklat och producerat såväl receptbelagda läkemedel som fria handelsvaror inom hudvård, solskydd, dentalvård och desinfektionsprodukter. CCS licenstillverkar produkter för andra varumärken som Emma Wiklund samt har samarbeten med andra varumärken, bland annat Odd Molly och Akademikliniken. I huvudsak säljs CCS Healthcares produkter på apotek, via återförsäljare eller direkt. CCS köptes 2011 av riskkapitalbolaget Segulah IV L.P och fusionerades i samband med detta med företagen Opus Health Care och Kemetyl Hygien AB. Idag sysselsätter företaget 180 personer med försäljningskontor i Malmö, Oslo och Liverpool. Vid fabriken i Borlänge produceras ca 22 miljoner enheter per år och CCS Healthcare omsätter 500 MSEK per år.